# 松花堂
松花堂（しょうかどう）は、江戸時代初期の僧侶（石清水八幡宮の社僧）で文化人であった松花堂昭乗がその晩年の寛永14年（1637年）に構えた草庵の名称である。現在の京都府八幡市、石清水八幡宮のある男山の東麓に泉坊という宿坊があり、その中にこの草庵があった。
男山には石清水八幡宮に所属する宿坊が多数建っており「男山四十八坊」とも呼ばれたが、明治初年の神仏分離で宿坊はすべて撤去され、松花堂も旧所在地の南方に移築。現在は「松花堂庭園・美術館」という文化施設となっており、財団法人やわた市民文化事業団が管理運営している。現・松花堂は、移転前の旧地とともに「松花堂及びその跡」の名称で国の史跡に、「松花堂及び書院庭園」の名称で国の名勝に指定されている。

## 施設

### 松花堂庭園
- 外園 - 約400種類の竹がある池泉回遊式日本庭園
  - 茶室 - 松隠、梅隠、竹隠
  - 砧の手水鉢
  - 松花堂美術館別館 - ギャラリー2室
  - 女郎花塚

- 内園
  - 松花堂（京都府指定文化財） - 草庵茶室兼持仏堂
  - 松花堂書院（京都府登録文化財） - 小早川秀秋の寄進
  - 東車塚古墳

### 松花堂美術館
- ミュージアムショップ「おみなえし」
- 京都吉兆（松花堂弁当を創始した料亭）

## ギャラリー

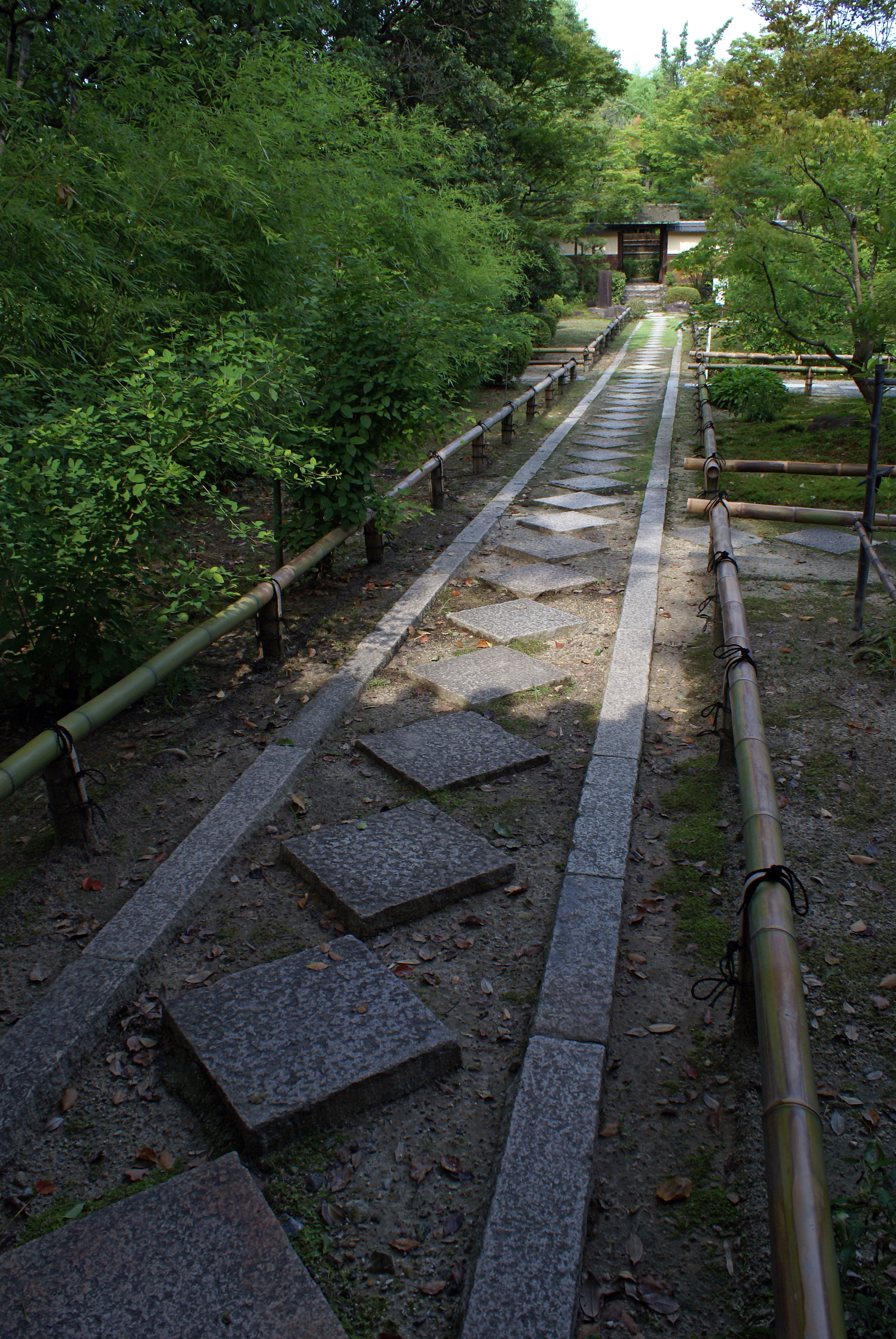
内園（草庵茶室「松花堂」前庭）
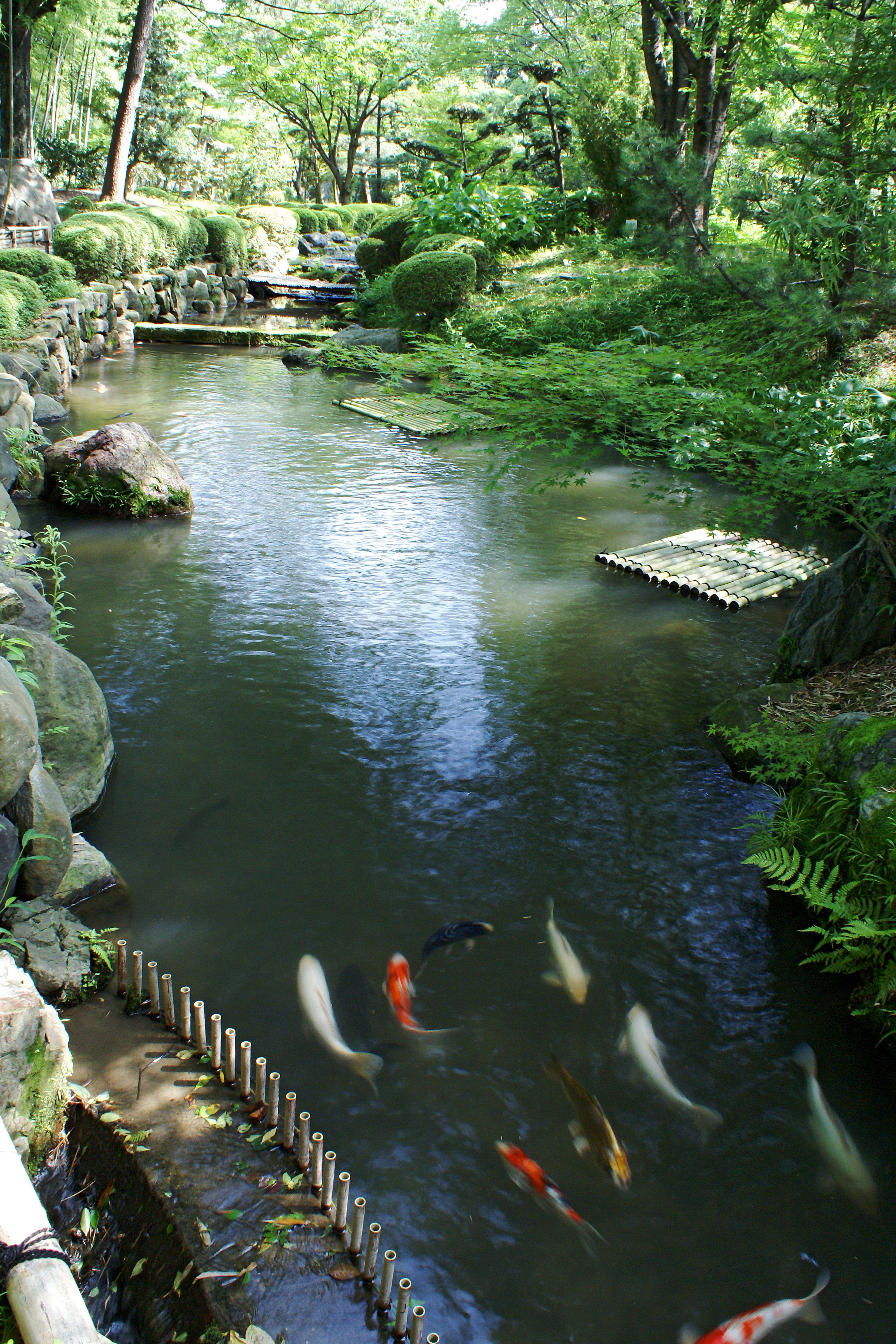
外園
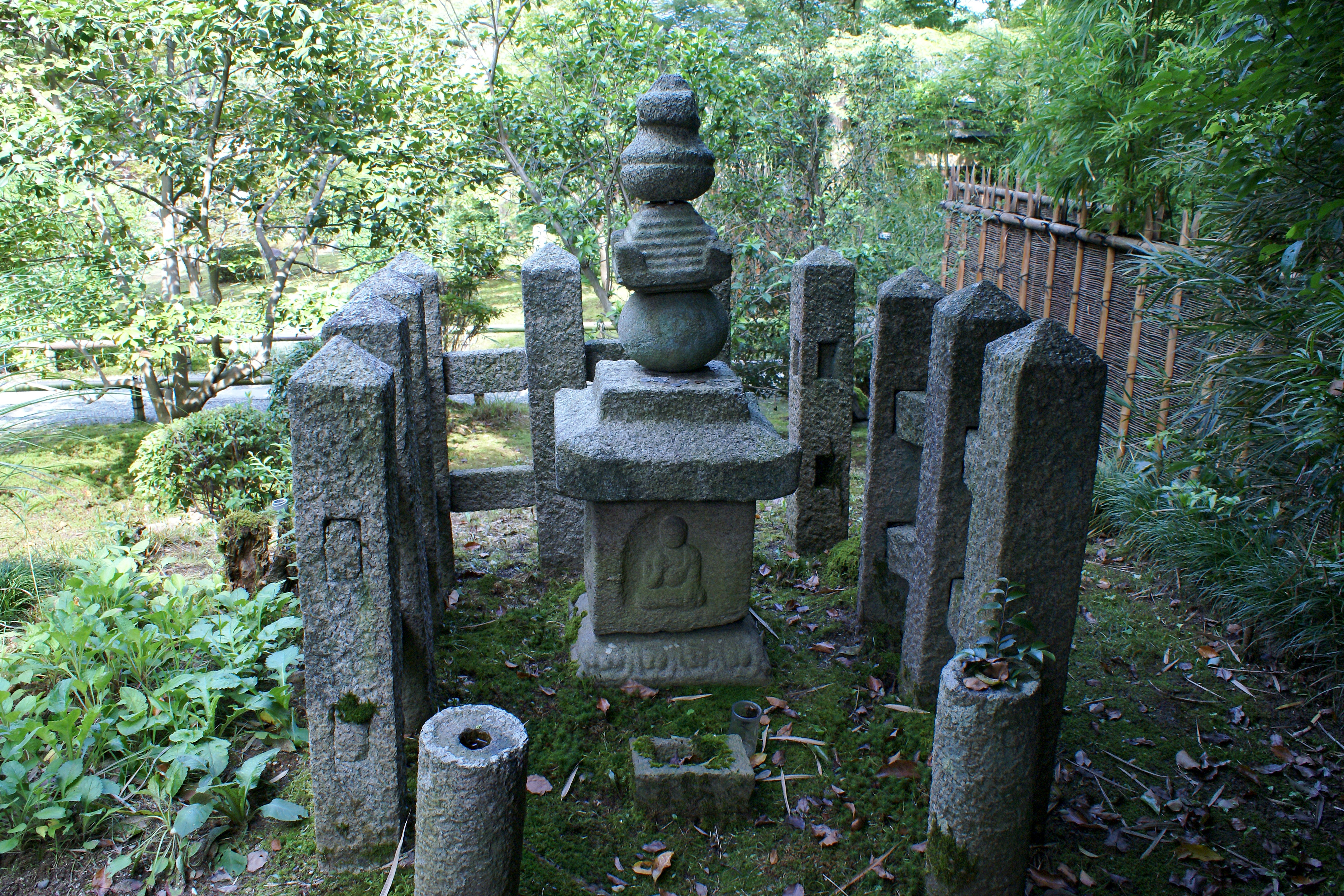
女郎花塚
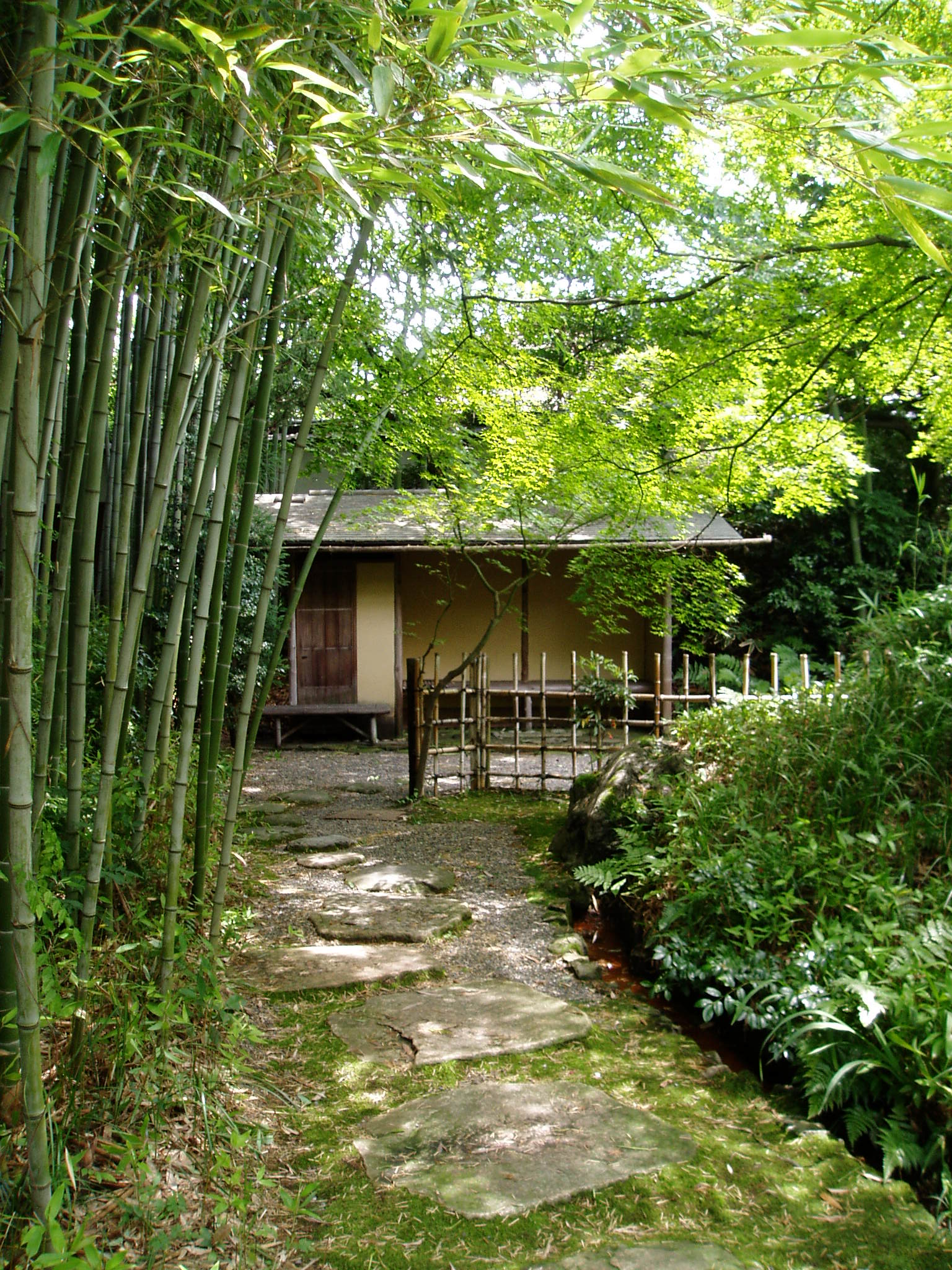
茶室竹隠
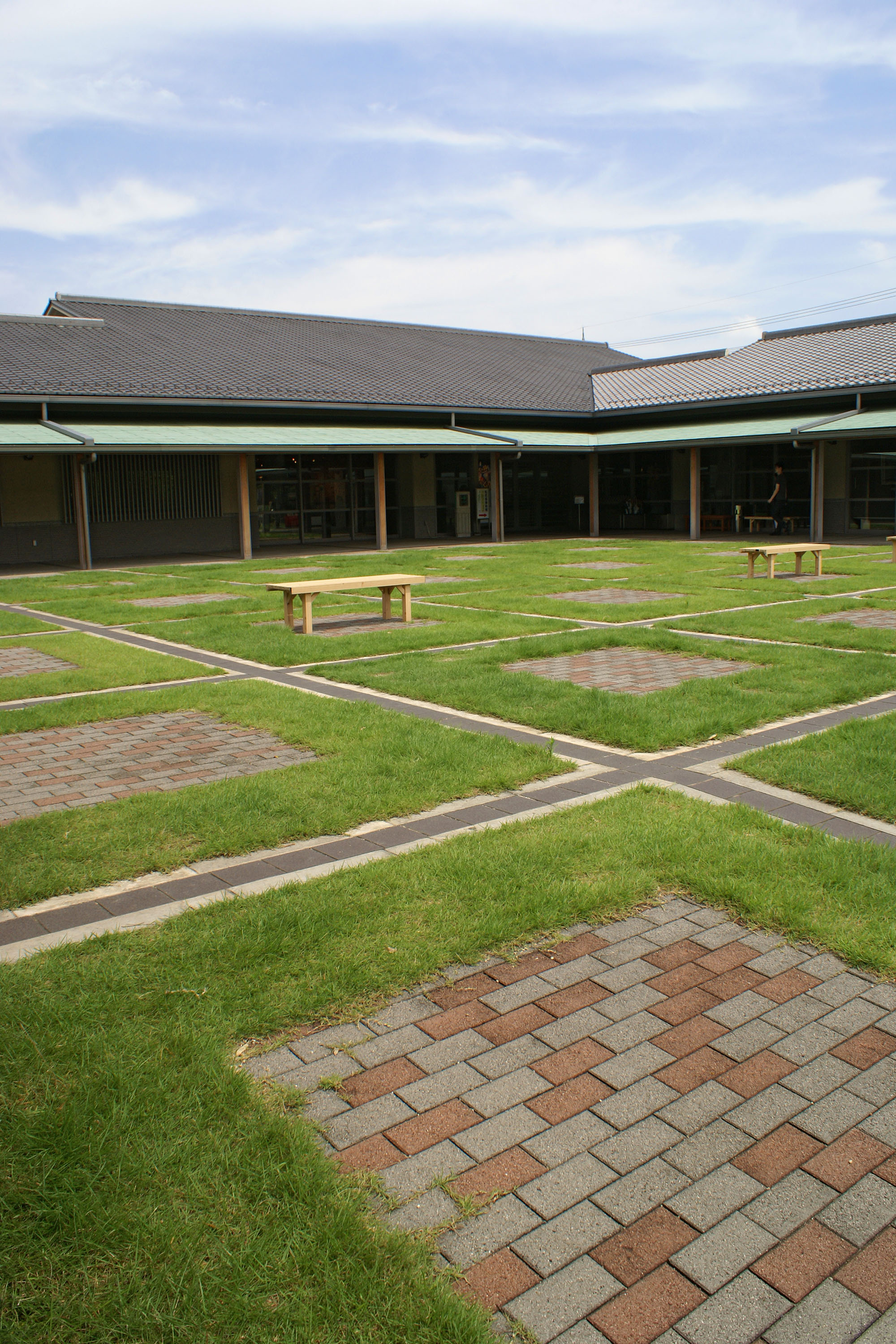
松花堂美術館

## 交通アクセス
- 京阪電気鉄道京阪本線 樟葉駅または石清水八幡宮駅より京阪バスで約10分、「大芝・松花堂前」下車すぐ
- JR学研都市線 松井山手駅から京阪バスで約15分、「大芝・松花堂前」下車すぐ

## 周辺情報
- 八角堂（徒歩約2分）
- 正法寺（徒歩約8分）
- 石清水八幡宮（徒歩約15分）
- 男山団地中心部（徒歩約10分）